# Neolucanus castanopterus
Neolucanus castanopterus là một loài bọ cánh cứng trong họ Lucanidae.